# Pribidoli
Pribidoli är ett samhälle i Bosnien och Hercegovina.   Det ligger i entiteten Republika Srpska, i den östra delen av landet, 90 km öster om huvudstaden Sarajevo. Pribidoli ligger 444 meter över havet och antalet invånare är 170.
Terrängen runt Pribidoli är lite bergig. Runt Pribidoli är det ganska tätbefolkat, med 104 invånare per kvadratkilometer.. Närmaste större samhälle är Srebrenica, 19,8 km nordväst om Pribidoli. 
I omgivningarna runt Pribidoli växer i huvudsak lövfällande lövskog.